# 오구수왕
오구수왕(吾丘壽王, ? ~ ?)은 전한 중기의 관료로, 자는 자공(子贛)이며 조나라 사람이다.

## 생애
바둑을 잘 두어 젊어서 무제의 부름을 받았고, 이후 중대부(中大夫) 동중서의 밑에서 《춘추》를 익혀 통달하였다.
이후 시중중랑(侍中中郞)이 되었으나 죄를 지어 파면되었고, 사죄하는 글을 올려 변방을 지키는 임무를 맏게 해줄 것을 청원하였으나 받아들여지지 않았다. 다시 흉노를 치는 임무를 맏게 해줄 것을 청원하여 무제의 조서를 받았고, 무제의 마음에 들어 다시 낭이 되었다.
이후 동군에 도적이 침입하여, 동군도위에 임명되고 태수의 직위를 겸하였다. 그러나 별다른 성과를 올리지 못하였고, 무제가 이를 질책하니 오구수왕은 사죄하였다.
훗날 조정의 부름을 받아 광록대부가 되었다. 승상 공손홍은 도적을 예방하기 위하여 백성들이 활과 쇠뇌를 함부로 갖지 못하게 할 것을 상주하였는데, 무제는 신하들끼리 이를 논의하게 하였다. 오구수왕은 도적의 출현은 지방관의 잘못이며 활과 쇠뇌 따위는 문제가 되지 않는다고 주장하였고, 무제는 이를 따라 공손홍을 나무랐다.
어느 날 분음(汾陰)에서 진귀한 솥이 발견되었다. 무제는 이를 종묘에 바치고 감천궁에 보관하였고, 신하들은 무제더러 주나라의 솥을 얻었다고 찬미하였다. 그러나 오구수왕만은 그렇지 않다고 주장하였고, 무제가 그 이유를 물으니 지금 발견된 솥은 한나라의 덕에 응하여 나타난 것이니 한나라의 솥이라고 하였다. 무제는 이를 옳게 여겼고, 오구수왕에게 황금 10근을 내렸다.
이후 오구수왕은 어떤 사건에 연루되어 주살되는데, 나중에 무제는 이를 후회하였다. 훗날 예관이 중죄를 지어 죽게 되었을 때, 한열이 무제에게 오구수왕의 일을 지적하여 예관의 목숨을 구해주었다.

## 출전
- 반고, 《한서》 권64상 엄주오구주보서엄종왕가전 上